# Nothing to Lose (1997)
Nothing to Lose is een Amerikaanse comedyfilm uit 1997 geregisseerd door Steve Oedekerk met in de hoofdrollen Martin Lawrence en Tim Robbins.

## Verhaal
Nadat Nick Beam (Tim Robbins) zijn vrouw met zijn baas heeft betrapt, gaat hij er met de blik op oneindig vandoor. Onderweg stapt er iemand bij hem in de auto die hem wil beroven, T. Paul (Martin Lawrence). Dit gaat echter niet zoals de overvaller gedacht had, aangezien Nick toch niets meer te verliezen heeft. De overval verandert in een ontvoering van de overvaller. Uiteindelijk ontstaat er een vriendschap tussen de twee en komen zij in situaties terecht die zij van tevoren niet hadden kunnen bedenken.

## Rolverdeling
| Acteur             | Personage                       |
| ------------------ | ------------------------------- |
| Tim Robbins        | Nick Beam                       |
| Martin Lawrence    | Terrence Paul "T-Paul" Davidson |
| John C. McGinley   | Davis "Rig" Lanlow              |
| Giancarlo Esposito | Charles "Charlie" Dunt          |
| Michael McKean     | Philip "P.B" Barrow             |
| Kelly Preston      | Ann Beam                        |
| Rebecca Gayheart   | Danielle                        |
| Samaria Graham     | Lisa Davidson                   |
| Marcus T. Paulk    | Joey Davidson                   |
| Penny Bae Bridges  | Tonya Davidson                  |
| Irma P. Hall       | Bertha "Mama" Davidson          |
| Susan Barnes       | Delores                         |
| Patrick Cranshaw   | Henry                           |
| Steve Oedekerk     | veiligheidsagent                |
| Blake Clark        | pompbediende                    |
| Caroline Keenan    | Ann's zus                       |
| Randy Oglesby      | Earl                            |
| Dan Martin         | LAPD Sergeant                   |